# Janez Ožbolt

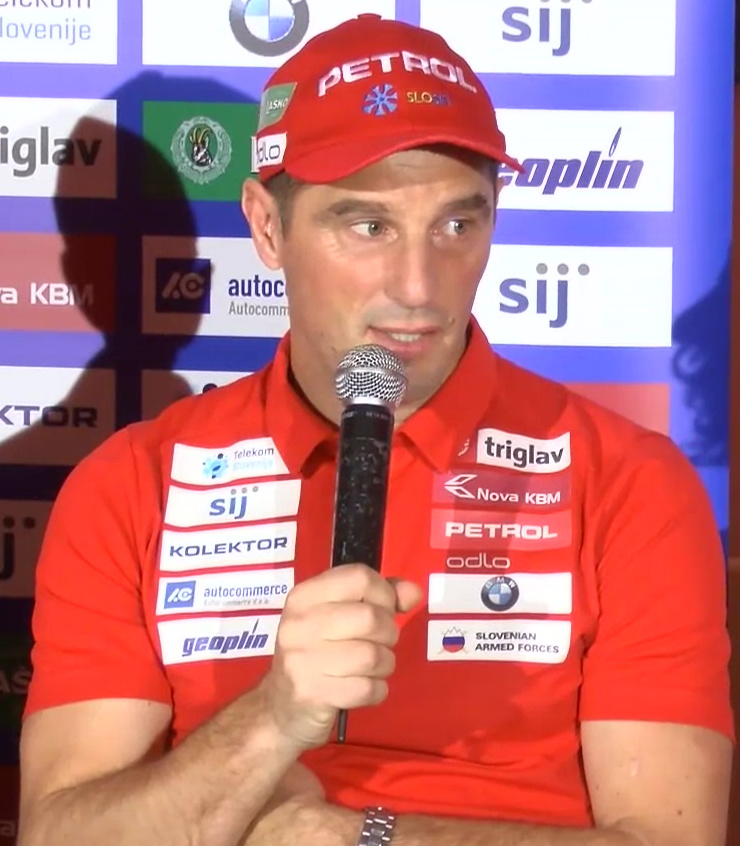
Janez Ožbolt, 2016

Janez Ožbolt (* 22. August 1970 in Postojna) ist ein slowenischer Biathlet.
Janez Ožbolt ist Ausbilder beim slowenischen Militär. Der Familienvater entschloss sich 1985 im Alter von 13 Jahren vom Fußball zum Biathlonsport zu wechseln. Er ist der einzige slowenische Biathlet seiner Generation, der nicht über Skilanglauf zum Biathlon kam. In den Nationalkader rückte der Sportler vom SK Kovinoplastika Loz 1986 auf.
Im Biathlon-Weltcup debütierte Ožbolt in Albertville noch im Trikot Jugoslawiens. In einem Sprintrennen, das Frank Luck gewann, belegte er Platz 63. 1991 trat er in Lahti bei seinen ersten von zehn Weltmeisterschaften an. Bestes Ergebnis war ein 23. Platz im Einzel. In Albertville lief er 1992 erstmals bei Olympischen Winterspielen und erreichte als bestes Ergebnis einen 33. Platz in Einzel. Bis 2006 sollte er an allen vier weiteren Spielen teilnehmen. In Antholz gewann Ožbolt 1993 als 20. im Einzel erstmals Weltcuppunkte. Sehr erfolgreich liefen für den Slowenen die Olympischen Winterspiele 1994 in Lillehammer. Im Einzel wurde er 29., im Sprint belegte er einen sehr guten neunten Platz. Mit der Staffel wurde er Zehnter. In der folgenden Saison erreichte er mit einem siebten Platz im Sprint erstmals eine Platzierung unter den besten Zehn und gleichzeitig die beste Weltcupplatzierung seiner Karriere.
Ein weiteres sehr gutes Ergebnis erreichte Ožbolt beim Teamwettbewerb im Rahmen der Weltmeisterschaften 1997 in Osrblie. Im Weltcup kam 1997 in Nagano ein dritter Platz mit der Staffel hinzu. 1998 trat er bei den dritten Weltmeisterschaften im Sommerbiathlon in Osrblie an und wurde 31. im Sprint und 29. in der Verfolgung. Auch bei den Biathlon-Weltmeisterschaften 1999 erreichte er mit einem siebten Rang mit der Staffel in diesem Wettbewerb sein bestes Ergebnis. 2001 trat Ožbolt dann erstmals bei Militärweltmeisterschaften in Jericho an und erreichte im Sprint einen 18. Platz. In seiner fast 20 Jahre andauernden Karriere gewann Ožbolt in 11 Saisonen Weltcuppunkte. Seine beste Saison hatte er 2000/01, als er im Gesamtweltcup einen 30. Platz belegen konnte.

## Biathlon-Weltcup-Platzierungen
Die Tabelle zeigt alle Platzierungen (je nach Austragungsjahr einschließlich Olympische Spiele und Weltmeisterschaften).
- 1.–3. Platz: Anzahl der Podiumsplatzierungen
- Top 10: Anzahl der Platzierungen unter den ersten zehn (einschließlich Podium)
- Punkteränge: Anzahl der Platzierungen innerhalb der Punkteränge (einschließlich Podium und Top 10)
- Starts: Anzahl gelaufener Rennen in der jeweiligen Disziplin

| Platzierung                         | Einzel | Sprint | Verfolgung | Massenstart | Team | Staffel | Gesamt |
| ----------------------------------- | ------ | ------ | ---------- | ----------- | ---- | ------- | ------ |
| 1. Platz                            |        |        |            |             |      |         |        |
| 2. Platz                            |        |        |            |             |      |         |        |
| 3. Platz                            |        |        |            |             |      | 2       | 2      |
| Top 10                              | 1      | 4      | 1          |             | 2    | 31      | 39     |
| Punkteränge                         | 11     | 16     | 11         | 5           | 2    | 46      | 91     |
| Starts                              | 61     | 94     | 37         | 5           | 2    | 46      | 245    |
| Stand: möglicherweise unvollständig |        |        |            |             |      |         |        |